# 澳大利亚动物协会
澳大利亚动物协会（英語：Animals Australia）是澳大利亚一所为动物提供保护的机构，该机构致力于调查和揭露虐待动物现象。同时它也是40多个澳大利亚动物权利组织的代表。

## 历史
澳大利亚动物协会成立于1980年，该机构前身是由彼得·辛格和克里斯汀·唐纳德创办的澳大利亚动物协会联盟。1986年来自新西兰的动物保护组织获邀加入此后该组织成为澳大利亚与新西兰动物协会联盟。该澳大利亚-新西兰联盟在2005年终止，现在该机构仅使用名称“澳大利亚动物协会”，此名称在二十世纪九十年代末成为被认可的澳大利亚商业名称。自二十世纪八十年代，澳大利亚动物协会代表在政府咨询方面和动物福祉法律改革方面做出贡献。同时该机构现在也是州动物福利咨询委员会（Animal Welfare Advisory Committees）和澳大利亚动物福利咨询委员会（AusAWAC）成员之一。

## 活动
澳大利亚动物协会的目标为“显著及永久的提高澳大利亚所有动物的福祉。”
该动物协会对一系列的动物福祉问题展开调查和举办公共意识活动，这其中包括牧馬騎術、赛马、皮草貿易、動物試驗、乳品加工业、渔业、飞狐保护、射击袋鼠、异域动物马戏团、羊群散布、绵羊皮肤整平术、射击鸭科动物、狗隻繁殖場和灰狗赛跑活动。 然而，最为世人所熟悉的还是近期该协会对结束工厂化农场经营，活禽出口贸易，及近期的灰狗赛跑活动做出显著贡献。
澳大利亚动物解放协会是由一群年龄处于13至26岁年轻动物提倡者组成的附属组织。
创建于2014年的国际动物协会在澳大利亚动物协会中扮演着国际臂膀的角色。澳大利亚动物协会活动者为国际团体提供与动物出口虐待的相关证据，游说世界动物卫生组织以改善动物福利指导方针，与阿莉亞·賓特·侯賽因公主基金会合作，以提高在约旦的屠宰实践，同时在其他项目中对埃及，毛里求斯和约旦动物福利立法的创建做出贡献。

### 产品出口
澳大利亚动物协会2006年在中东展开调查，此举导致活畜出口贸易遭遇首次暂停，活畜出口公司由于动物虐待而面临着对检查程序的起诉。他们对2011年澳洲出口到印度尼西亚的澳牛展开调查，而此举也导致澳洲对印度尼西亚的贸易遭遇暂时停牌。由澳大利亚农业、渔业和林业部监控的供应链食品安全标准在此次事件中得以实施。由澳大利亚广播公司四个角落（Four Corners）制作的“血腥的交易”节目曝光了对印尼事件的调查，同时该节目赢得记者金沃克利奖（Gold Walkley Award）和洛基獎（Logie Award）的“最杰出公共事务报告”一项。

### 工厂化养殖
2012年十月，澳大利亚动物协会开展史上最大规模的名为“让一切成为可能”的公共意识行动，其目的旨在结束澳大利亚工厂化养殖。一系列的广告，由悉尼交响乐团的玩家进行表演的具有动画猪，鸡以及音乐原声带歌曲“某个地方”（Somewhere），在商业电视台和电影院播出。这个只有两分钟的电影获得了2012年莫比乌斯电影/飞行类卓越的广告奖。 这部电影获众多明星支持，如迈克尔·卡顿、蜜西·希金斯、戴夫·休斯、米歇尔·布里奇斯和罗夫·麦克马纳斯等。为了响应该活动，Coles超級市場在2013年一月宣布对其自家品牌鸡蛋使用层架式鸡笼孵化以及对其猪肉产品使用妊娠定位栏圈养。

### 灰狗竞赛
随着加入昆士兰动物解放组织（Animal Liberation Queensland）开展联合调查以来，2015年2月澳大利亚动物协会暴露在灰狗竞赛行业使用“活体诱饵训练” 方法，此次事件重燃活动者结束该赛狗竞赛。该活动揭露一些灰狗竞赛中的参赛者会使用活负鼠，兔和仔猪为“诱饵”，以训练他们的猎狗此外该活动也集中于在灰狗竞赛活动中广泛存在的虐待，这其中包括每年有成千上万的健康狗仔被杀害。
在2015年12月，该协会曝光澳大利亚向中国和澳门出口灰狗事件。在澳门逸园赛狗场跑道危及生命的事件每天都在发生，没有一只来自澳大利亚的赛狗存活时的间超过3年。
由澳大利亚赛狗保护协会对越南赛狗行业进行调查，调查者发现一些弃犬被注入了杀虫剂然后在痛苦中死去。

## 人物

### 格林·欧吉（Glenys Oogjes，执行董事）
格林·欧吉是澳大利亚为动物福利提供服务时间最长的倡导者之一。她在维多利亚奶牛场长大，而且获得行为科学学位。她为澳大利亚各州及各领地在审查道德规范和动物福利法做出众多贡献。此外，她还通过在众多委员会，包括维多利亚动物福利谘询委员会，动物伦理委员会，动物福利科学中心等机构担任委员会代表致力于为动物提供更多的保护。
欧吉是澳大利亚动物福利战略 的策划者之一，同时在澳大利亚的动物福利咨询委员  会中担任代表，该委员会也为联邦和州澳大利亚农业部提供动物福利咨询。

### 林恩·怀特（Lyn White AM，活动总监和调查员）
前南澳大利亚警察怀特在2003年加入澳大利亚动物协会之前曾在亚洲动物基金研究东南亚动物虐待问题研究院担任院长， 自2003年以来，怀特对从澳大利亚出口至中东地区及印度尼西亚的活畜展开进行了多次调查研究。
收集的证据导致先进的活畜出口公司由于动物虐待而遭遇起诉，三个60分钟 和三个7.30段的报告强调澳大利亚出口动物遭遇的粗暴虐待。2006年1月，怀特在埃及的调查导致澳大利亚联邦政府暂停与埃及的活牛交易。在约旦，怀特协助公主阿丽亚·宾特·侯赛因，以实现该国在动物福利方面的突破同时怀特也担任公主阿丽亚基金会的首席顾问。 2011年，怀特与合作研究者在11个印尼处理澳牛屠宰场的镜头被刊登在ABC的四个角落节目中。由此导致前所未有的公众和政治压力最终以暂停活牛出口到印尼而结束。
怀特入围2012年澳大利亚人物奖的州决赛，并且墨尔本时代杂志评为2011年墨尔本最有影响力100人名单第二位。她在2014年女王生日荣誉日“作为动物的权利和福利的倡导者服务社会”获得澳大利亞勳章。她已被生物伦理学家和书籍“动物解放”的作者彼得·辛格描述的那样，称怀特是那一代人中最杰出的动物活动家。

## 引用
1. 1 2  . Animals Australia.   [14 June 2013]. （原始内容存档于2021-03-04）.
2. ↑  .   [2016-10-24]. （原始内容存档于2021-03-08）.
3. ↑  .   [2016-10-24]. （原始内容存档于2020-11-29）.
4. ↑  .   [2020-09-13]. （原始内容存档于2018-03-13）.
5. ↑  http://www.greyhoundcruelty.com/ （页面存档备份，存于） Animals Australia - "Greyhound Racing Cruelty"
6. ↑  .   [2016-10-24]. （原始内容存档于2021-03-26）.
7. ↑  .   [2016-10-24]. （原始内容存档于2021-03-31）.
8. ↑  .   [2016-10-24]. （原始内容存档于2014-06-28）.
9. ↑  "Emanuel Exports Magistrates Court Decision" （页面存档备份，存于）, Barristers Animal Welfare Panel, 14 February 2007
10. ↑  Department of Agriculture, Fisheries and Forestry, Exporter Supply Chain Assurance System (ESCAS) 的存檔，存档日期2013-04-27.
11. ↑  . ABC. 2011-05-30  [2013-06-13]. （原始内容存档于2016-05-04）.
12. ↑  . ABC. 2011-11-29  [2013-06-13]. （原始内容存档于2014-02-24）.
13. ↑  .   [2016-10-24]. （原始内容存档于2017-08-03）.
14. ↑  Mobius Awards - 2012 Winners 的存檔，存档日期2016-03-05.
15. ↑  .   [2016-10-24]. （原始内容存档于2020-10-28）.
16. ↑  . The Age. 2012-10-23  [2013-06-14]. （原始内容存档于2017-08-03）.
17. ↑  . Animals Australia.   [2016-10-24]. （原始内容存档于2020-11-12）.
18. 1 2  . ABC. 2015-12-09  [2016-10-24]. （原始内容存档于2017-07-10）.
19. ↑  Australian Animal Welfare Strategy Advisory Committee - Glenys Oogjes 的存檔，存档日期2013-04-21.
20. ↑  .   [2016-10-24]. （原始内容存档于2013-05-20）.
21. ↑  Department of Agriculture, Fisheries and Forestry - Australian Animal Welfare Strategy Advisory Committee (AusAWAC) 的存檔，存档日期2013-05-25.
22. ↑  . ABC - Australian Story. 2002-05-13  [2016-10-24]. （原始内容存档于2015-05-04）.
23. ↑  .   [2016-10-24]. （原始内容存档于2013-06-13）.
24. ↑  . Nine Network - 60 Minutes. February 26, 2006  [2016-10-24]. （原始内容存档于2012-06-16）.
25. ↑  . Nine Network - 60 Minutes. September 21, 2003  [2016-10-24]. （原始内容存档于2016-03-03）.
26. ↑  . Nine Network - 60 Minutes. July 27, 2003  [2016-10-24]. （原始内容存档于2016-03-03）.
27. ↑  . ABC - 7:30 Report. December 2, 2010  [2016-10-24]. （原始内容存档于2016-09-10）.
28. ↑  . ABC - 7:30 Report. September 5, 2008  [2016-10-24]. （原始内容存档于2016-09-10）.
29. ↑  . ABC - 7:30 Report. August 24, 2011  [2016-10-24]. （原始内容存档于2016-09-11）.
30. ↑  . Chris Johnson - Sydney Morning Herald. May 4, 2013  [2016-10-24]. （原始内容存档于2016-10-06）.
31. ↑  . Liza Power - The Age. December 2, 2010  [2016-10-24]. （原始内容存档于2011-02-07）.
32. ↑  . ABC - Four Corners. May 30, 2011  [2016-10-24]. （原始内容存档于2017-09-14）.
33. ↑  . Sarah Scopelianos - The Weekly Times Now. November 3, 2011  [2016-10-24]. （原始内容存档于2013-04-19）.
34. ↑  . Angus Holland - The Age Melbourne Magazine. December 8, 2011.
35. ↑  .   [2016-10-24]. （原始内容存档于2021-03-11）.
36. ↑  . ABC - Australian Story. April 23, 2012  [2016-10-24]. （原始内容存档于2016-09-10）.